# بمب خنده
بمب خنده فیلمی ایرانی در ژانر سیاسی و امنیتی ۵۰ دقیقه‌ای است که به کارگردانی آقای مهران مدیری در سال ۱۳۸۹ در فضای مجازی و فروشگاه‌های فرهنگی هنری پخش و کپی شد. این فیلم با بازی بازیگران مجموعهٔ قهوه تلخ ساخته شد و به دلیل صحنه رقص بیژن بنفشه‌خواه و همچنین الفاظ و اشارات جنسی که طبق شئونات اسلامی، زشت و ضداخلاقی تعبیر می‌شوند، مجوز پخش نگرفت اما این فیلم در دی ماه ۱۳۸۹ وارد بازار سیاه هنری شد.

## خلاصه فیلم
زن و شوهری (نادر سلیمانی و شقایق دهقان) به همراه دو فرزندشان به تازگی ماهواره خریده‌اند. آن‌ها که سعی می‌کنند بچه‌هایشان را با ادب تربیت کنند، با آمدن ماهواره و کانال‌های بدآموز و بسیار خنده‌دار این کار مشکل است. آن‌ها ۱۲ کانال را عوض می‌کنند و هربار با برنامه‌ای مخرب و ناهنجارتری روبرو می‌شوند.

## بازیگران
- نادر سلیمانی
- شقایق دهقان
- هادی کاظمی
- سعید پیردوست
- فلامک جنیدی
- یوسف صیادی
- شهین تسلیمی
- بیژن بنفشه‌خواه
- حمیدرضا نیک‌نبرد
- الیکا عبدالرزاقی
- مهران مدیری
- سحر جعفری جوزانی
- عارف لرستانی
- ساعد هدایتی
- شادی احدی‌فر
- شایان احدی‌فر
- رامین پورایمان
- علی لک‌پوریان
- سیامک انصاری
- محمدرضا هدایتی

## حواشی
در نیمه دی ۱۳۸۹ فیلمی از مهران مدیری در حال تقلید برنامه‌های ماهواره‌ای در فضای وب و همچنین به‌صورت سی‌دی منتشر شد که توجه عده ای را به خود جلب کرد. اما کسی نمی‌دانست متعلق به کدامیک از آثار مدیری است.
سرانجام مهران مدیری در ۲۸ دی ۱۳۸۹ با انتشار نامه‌ای که در ایسنا نیز منتشر شد به پخش این کلیپ واکنش نشان داد.
وی در بخشی از متن نامه اش گفته‌است: «در اردیبهشت ۱۳۸۷، یعنی حدوداً یک ماه پس از پخش سریال «مرد هزارچهره»، طراحی چند سی‌دی برای تولید در شبکه نمایش خانگی را شروع کردم که یکی از آنها موضوع ماهواره بود.»
مدیری همچنین گفت: «قبل از اینکه مونتاژ، ساخت تیتراژ و موسیقی این آثار شروع شود، پیشنهاد ساخت سریال «مرد دوهزارچهره» به ما داده شد و ساخت این سریال آغاز شد و کلا از پخش این سی‌دی‌ها منصرف شدیم، تا اینکه چند هفته پیش، یکی از همکاران در پروژه «قهوه تلخ»، سی‌دی ماهواره را برای من فرستاد و گفت از یک دستفروش خریداری کرده‌است. نمی‌دانم چگونه این سی‌دی به بیرون راه پیدا کرده، به شبکه قاچاق رسیده و با این سرعت توانسته‌اند برای آن جلد بسازند، اسم بگذارند و حتی امضای من در «قهوه تلخ» را پشت آن چاپ کنند.»
خشایار الوند که در بسیاری از کارهای مدیری به عنوان فیلمنامه‌نویس حضور داشته‌است، درخصوص این فیلم ۵۰ دقیقه‌ای گفت که قرار بود این فیلم در قالب سی‌دی از طریق شبکه نمایش خانگی عرضه شود اما در نهایت در آن زمان تصمیم گرفتیم این فیلم‌ها آرشیو شود.
با این حال، برخی معتقداند که زمان ساخت این فیلم اهمیتی ندارد و مهم این است که به هر حال مدیری آن را ساخته‌است؛ حتی اگر قرار به انتشارش نبوده باشد. اما انتشار آن هم‌زمان با توزیع قهوه تلخ، با مقاصد ویژه‌ای صورت گرفته‌است.
از سوی دیگر، برخی نیز معتقداند نشانه‌هایی در خود این فیلم وجود دارد که حکایت از تازگی ماجراهای آن دارد و به‌نظر می‌رسد آنطور که شایعه‌های نخست می‌گفت، مدیری آن را لابه‌لای قهوه تلخ نساخته‌است. در یکی دو آیتم از آیتم‌های موجود در این فیلم، صحنه‌های طنزی از برنامه‌های ماهواره‌ای است که برخی معتقداند اصل آنها بیش از یکسال سابقه پخش ندارد. علاوه بر این، گروه بازیگران این فیلم، جدیدند و در آنها بازیگرانی حضور دارند که در فیلم‌های مرد هزارچهره و دوهزارچهره نبودند و اصولاً به‌تازگی و برای ساخت مجموعه قهوه تلخ به گروه مدیری اضافه شده‌اند.